# Angelo Colombo
Angelo Colombo (Mezzago, 24 februari 1961) is een voormalig Italiaans voetballer. Hij speelde onder andere voor AC Milan, waarmee hij twee keer op rij de Europacup I won. Daarnaast behoorde hij tot het olympische elftal dat in 1988 deelnam aan het voetbaltoernooi op de Zomerspelen in Seoel. Daar verloor de ploeg van bondscoach Francesco Rocca van West-Duitsland in de strijd om de bronzen medaille. Op dit moment is hij scout van Milan.

## Erelijst
AC Milan
- Serie A: 1987/88
- Coppa Italia: 1987/88
- Europacup I: 1988/89 en 1989/90
- Europese Supercup: 1989
- Wereldbeker: 1989